# 반디소프트
반디소프트(Bandisoft)는 대한민국의 소프트웨어 회사이다. 꿀뷰, 반디집, 꿀캠 등의 유료/무료 소프트웨어를 제작하여 배포하고 있다. 슬로건은 "소프트웨어 좀 만들 줄 아는 회사", 모토는 "가치 있고 신뢰성 있는 소프트웨어 개발"이다.

## 특징
스마트폰이 세계적으로 애용되면서 스마트폰용 앱 개발이 각광받는 상황이다. 그러나 반디소프트는 여전히 데스크톱 컴퓨터용 소프트웨어만을 개발, 운영하는 회사라는 점이다.

## 운영 프로그램

### 반디집
회사는 3년간의 개발 기간을 통해 2011년 무료 압축 프로그램인 반디집 1.0 버전을 공개하였다. 개인이나 기관 등 모든 사용자가 무료로 사용 가능하다. 여기에는 자체 개발한 압축 파일 처리용 상용 미들웨어인 Ark 라이브러리가 활용되었다. 특징은 대한민국에서 많이 사용되던 압축프로그램인 알집만이 생성하는 압축 포맷인 ALZ, EGG의 해제 역시 지원한다는 것이다. 또한 압축 방법에 '고속 아카이빙' 기능을 탑재해 속도와 편리성을 높였다. 또한 무료 프로그램에는 광고를 붙여 간접적으로 돈을 버는 경우가 흔한데, 그런 것이 전혀 없다.(7.0버전부터는 무료 이용자와 유료 이용자로 나뉘게 되었고, 무료 이용자에 한해서 광고가 나타난다.) 설치 및 프로그램 업데이트 시 불필요한 다른 프로그램 설치 및 홈페이지 변경 등을 강요하는 경우도 흔하지만 이 역시 없다. 2012년에는 반디집의 2.0 버전을 공개하였다. 특징으로는 압축 방법에 멀티코어 기능을 추가해 압축 속도가 더 빨라지게 하였다. 이 밖에 반디집의 맥OS용 버전인 "반디집 X"를 유료로 운영하고 있다.

## 제품

### B2C 제품
현재 서비스하고 있는 제품
- 반디집
- 반디카메라
- 꿀뷰
- 꿀캠

### B2B 제품
현재 서비스하고 있는 제품
- Ark 라이브러리